# Adoración Guamán
Adoración Guamán Hernández (Mislata, 10 de septiembre de 1977) es una jurista, politóloga, docente universitaria y activista por los derechos humanos hispanoecuatoriana. Es catedrática en la Universidad de Valencia, especializada en derecho laboral y seguridad social.
En el 2018 se desempeñó como asesora de la Cancillería de Ecuador, y en 2020 ocupó el cargo de directora general de Coordinación Institucional en la Vicepresidencia Segunda y la Consejería de Vivienda y Arquitectura Bioclimática de la Generalidad Valenciana.
En 2023, fue finalista para el cargo de titular de REDESCA por la Comisión Interamericana de Derechos Humanos.

## Biografía

### Trayectoria académica y profesional
Nació en Mislata, Valencia, el 10 de septiembre de 1977 y tiene doble nacionalidad, ecuatoriana y española. Tras completar sus estudios de Derecho y Ciencias Políticas en la Universidad de Valencia, obtuvo un máster en Instituciones y Políticas de la Unión Europea en la misma institución. También posee un doctorado de la Universidad de Valencia y otro de la Universidad de París X Nanterre, donde recibió un premio extraordinario de doctorado en 2007.
A lo largo de su carrera, desempeñó roles académicos en diversas instituciones y organizaciones internacionales, destacando su contribución en la Facultad Latinoamericana de Ciencias Sociales, universidades en Cambridge, México y Ecuador, así como en la OIT. Además, coordinó grupos de trabajo y dirigió programas de máster en la Universidad de Valencia.
Desde 2021, lidera el Grupo de Investigación sobre poder constituyente y nuevo constitucionalismo en la Universidad de Valencia y el grupo de trabajo «Qué trabajo para qué futuro» en el CLACSO. Su labor investigativa en derechos humanos, Lex Mercatoria y empresas transnacionales, con enfoque en la esclavitud moderna en las cadenas de suministro globales, ha sido reconocida con el premio Maestro José Luis Ceceña Gámez 2022 del Instituto de Investigaciones Económicas de la Universidad Nacional Autónoma de México.
Ha sido consultora para el Parlamento Europeo y participó en la redacción de una ley de protección de los derechos humanos y la diligencia debida en las actividades empresariales en España.
En su obra académica, ha publicado 75 artículos, escrito 20 monografías en colaboración y en solitario, y contribuido con 89 capítulos de libros. Ha participado en más de 500 ponencias y comunicaciones en congresos nacionales e internacionales, además de involucrarse en 8 proyectos de investigación y desarrollo.

### Trayectoria política y asociativa
Durante sus años universitarios, ocupó cargos en organizaciones estudiantiles y se especializó en proyectos de cooperación en América Latina, centrándose en la observación electoral y las reformas laborales y de seguridad social.
Participó en misiones de observación electoral con la Unión Europea en países como Kazajistán, Bangladés y Afganistán, así como colaboración con ATTAC España y la dirección del Consejo Científico de esta organización. En el ámbito político, fue parte del movimiento 15-M, candidata al Senado en 2011 y al Parlamento Europeo en 2014 por Izquierda Unida, y participó en iniciativas internacionales para promover la soberanía de los pueblos y cuestionar el poder de las corporaciones transnacionales.
Fue miembro del Consejo Latinoamericano de Justicia y Democracia del Grupo de Puebla y afiliada al sindicato Comisiones Obreras. Realizó periodos de investigación en Ecuador, obteniendo la Beca Prometeo en 2017. En 2018, asesoró a la Cancillería de Ecuador en el proceso del Binding Treaty, y en mayo de 2020 asumió el cargo de directora general de Coordinación Institucional en la Vicepresidencia Segunda y Consejería de Vivienda y Arquitectura Bioclimática de la Generalidad Valenciana.
En marzo de 2023, Guamán, miembro del Grupo de Puebla, respaldó a Cristina Kirchner, quien enfrentaba una condena que el grupo consideró resultado de una persecución político-judicial. Participó en la reunión donde expresaron su apoyo a la expresidenta argentina. Posteriormente, en una reunión interna de la Comisión Interamericana de Derechos Humanos en junio de 2023, fue seleccionada como una de las 10 finalistas de un total de 114 aspirantes para el puesto de titular de la REDESCA, representando a Ecuador.